# Archyala culta
Archyala culta är en fjärilsart som beskrevs av Alfred Philpott 1931. Archyala culta ingår i släktet Archyala och familjen äkta malar. Inga underarter finns listade i Catalogue of Life.